# To Love and Die in Dixie
To Love and Die in Dixie (titulado Vivir y morir en Dixieland en España y Amar y morir en el sur en Hispanoamérica) es el duodécimo episodio de la tercera temporada de la serie Padre de familia emitido en Estados Unidos a través de FOX el 18 de noviembre de 2001. 
El episodio está escrito por Steve Callaghan y dirigido por Dan Povenmire. Y cuenta con la colaboración de Waylon Jennings, fallecido tres meses después de la emisión del episodio, y Dakota Fanning.

## Argumento
Ante la necesidad de conseguir dinero extra para comprarle un regalo de cumpleaños a una compañera de su clase, Chris consigue trabajo como repartidor de periódicos, sin embargo, su torpeza al hacerle entrega de tal obsequio le deja en mal lugar. No obstante, decide continuar con su trabajo. Poco después, Chris presencia un atraco en un supermercado. Tras ser llevado a la comisaría, identifica al ladrón mediante una rueda de reconocimiento con la esperanza de que el criminal no le va a ver. Desafortunadamente entra en escena su padre, el cual al preguntar por su hijo le da al ladrón una foto de Chris. Pronto empiezan los problemas cuando, este huye de la prisión y delante de las cámaras amenaza con matar a Chris (después de echarle un "polvo" a su novia), todos en casa se quedan petrificados al escuchar las amenazas de muerte, en especial, Chris por haberle delatado, y Stewie sorprendido por el hecho de si se puede utilizar un lenguaje soez por la tele.
Mientras el criminal está en busca y captura, Chris y su familia son incluidos en el programa de protección de testigos y reubicados en una pequeña localidad del Sur Profundo. Una vez llegan a su destino, miran con desagrado su hogar provisional mientras tratan de rehacer sus vidas: Peter y Brian se hacen sheriffs, Meg hace amigos en su nuevo colegio, Stewie se une a un grupo de música country y Chris conoce a un nuevo amigo llamado Sam, cuyo padre, no ve con buenos ojos la nueva amistad, sobre todo cuando Peter y Brian al ver una representación de la Guerra de Secesión que poco tiene que ver con lo que pasó en realidad y en la que ganan los confederados, insultan al actor que presentaba el acto al insinuar que "el borracho aquel (actor que en estado de ebriedad representaba a Ulysses S. Grant) les machacó en el frente". Conscientes de que no volverán a ser amigos, Sam besa fervientemente a Chris, el cual empieza a pensar que su amigo es gay, aunque admite que el beso le gustó. Cuando vuelven a encontrarse con su amigo y se lleva una sorpresa al ver que es una chica, temeroso por la mala experiencia que tuvo al principio del episodio, sale huyendo.
Mientras tanto en Quahog, el FBI empieza a gorronear en la casa de los Griffin mientras estos están fuera, de pronto se presenta el criminal con la intención de contactar con Chris, pero cuando uno de los agentes se niega a revelarle el paradero del joven, el criminal consigue engañarle al preguntarle por el paradero de su hermana. Consciente de que ha metido la pata, llama a Lois para advertirles de que el tipo que iba detrás de su hijo ya sabe dónde viven y se dirige para allá. Alarmada, le pide a su marido. Ajeno a sus padres, los hijos acuden a una fiesta. Sam al ver a Chris le explica que no tiene porque tener ningún problema para hablar con ella por lo que le sugiere que piense que es un chico y salen a un lugar íntimo. Sin embargo, el ladrón da con Chris y se dispone a matarlo hasta que en el forcejeo, el padre de Sam mata al criminal.
Con el malhechor fallecido, los Griffin vuelven a su hogar, en donde se llevan la sorpresa al poner el contestador, que uno de los clientes de Chris le ha dejado un centenar de mensajes preguntando por él.

## Producción
Dan Povenmire contó con el beneplácito de Seth MacFarlane para que diera rienda suelta a su creatividad para el episodio. Povenmire comentó que MacFarlane le dijo que tenía dos minutos para rellenar y le pidió algunos gags visuales. El director del episodio declaró pasárselo bien por la manera de mandar de MacFarlane y añadió realismo y material de sus propias experiencias.
Para el episodio, Povenmire se inspiró en su propia infancia en el Sur Profundo estadounidense para la escena en la que un paleto golpeaba con un palo a un cadáver en un río. También aportó la idea del sketch del mapache atacando a Peter durante parte del episodio.